# Trosly-Loire
Trosly-Loire è un comune francese di 598 abitanti situato nel dipartimento dell'Aisne della regione dell'Alta Francia.

## Società

### Evoluzione demografica
Abitanti censiti

## Storia
Nel 895, Zwentibold, re della Lotaringia soggiornò a Trosly-Loire in occasione della sua incursione in Francia per aiutare Carlo il Semplice a salire in trono e a porre l'assedio alla città di Laon, favorevole a Oddone, conte di Parigi.
Residenza di una città reale, Trosly-Loire fu la sede di molti concili o sinodi:
- nel 909, concilio riunito da Erveo, arcivescovo di Reims;
- nel 921, sinodo riunito dal re Carlo il Semplice;
- nel 927, concilio riunito dal re Rodolfo.

Nel 1940 il comune ebbe un ruolo rilevante nella battaglia dell'Ailette.